# Alexander Wienerberger

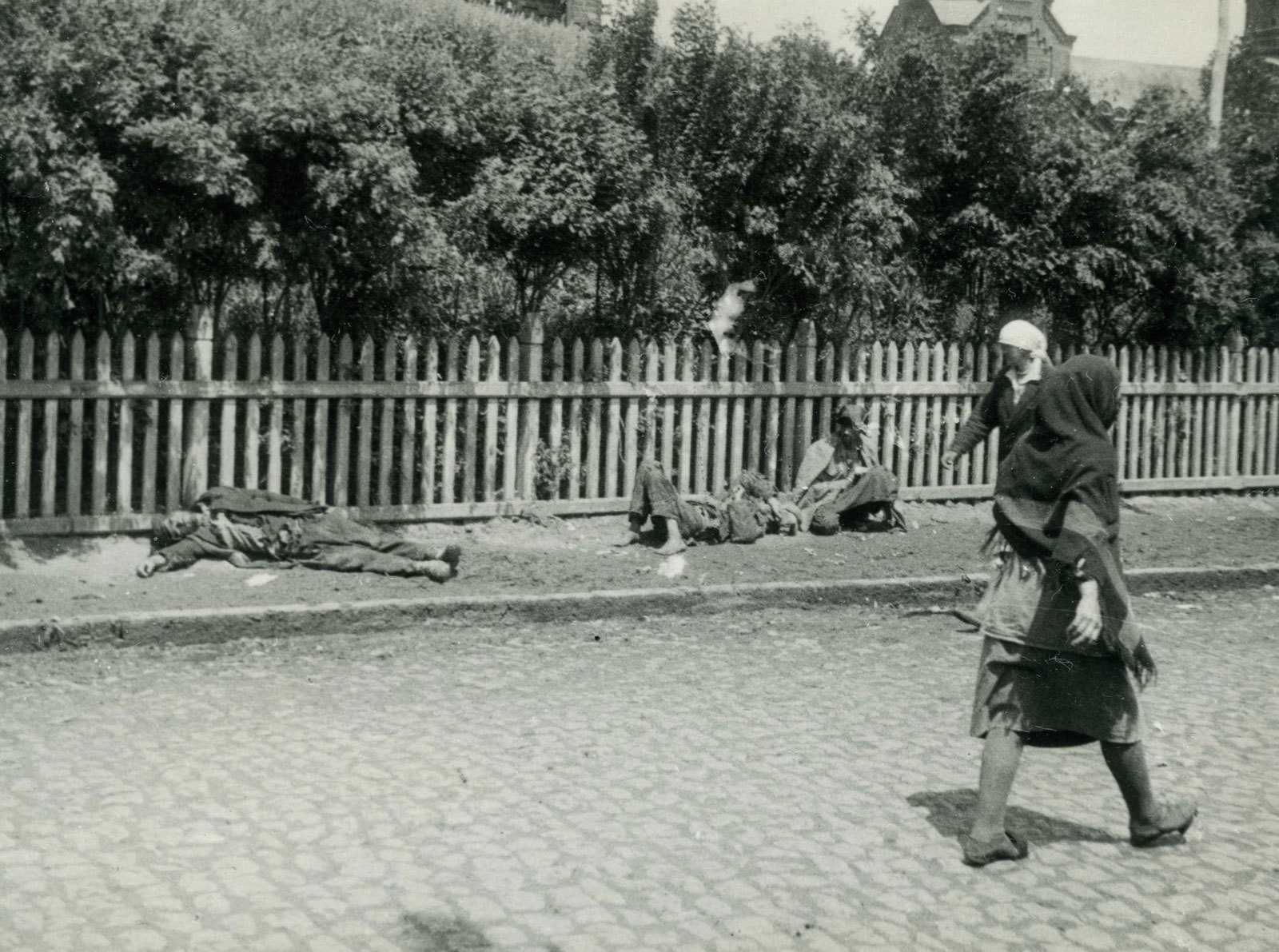
Verhungernde Bauern am Straßenrand in Charkow 1933
(Foto: Alexander Wienerberger)

Alexander Wienerberger (* 8. Dezember 1891 in Wien; † 5. Jänner 1955 in Salzburg) war ein österreichischer Chemieingenieur. Er arbeitete 19 Jahre bei Chemieunternehmen der UdSSR. Während seiner Arbeit in Charkow 1932 und 1933 dokumentierte er mit seiner Fotokamera die Hungersnot in der Ukraine und schuf damit Belege für den Holodomor.

## Leben
Alexander Wienerberger wurde in Wien in einer Familie gemischter Herkunft geboren. Als Sohn eines jüdischen Vaters und einer tschechischen Mutter betrachtete er sich selbst laut seiner Tochter als Österreicher und Atheist.
Von 1910 bis 1914 studierte er an der Philosophischen Fakultät der Universität Wien. Während des Ersten Weltkriegs diente er in der österreichisch-ungarischen Armee, nahm an Kämpfen gegen die russische Armee teil und wurde 1915 gefangen genommen.
Im Jahr 1917 durfte er nach Moskau ziehen und gründete mit Freunden ein chemisches Labor. Im Herbst 1919 versuchte er, mit gefälschten Papieren aus Sowjetrussland über Estland nach Österreich zu fliehen. In Pskow wurde er von der Tscheka verhaftet und wegen Spionage verurteilt. Nach einigen Wochen gelang ihm die Flucht. Er kehrte nach Moskau zurück und übernahm als Pächter eine Farben-Fabrik. Von Herbst 1923 bis April 1924 war er noch einmal inhaftiert. Er wurde zum Ingenieur für die Herstellung von Lacken und Farben ernannt und arbeitete später in Fabriken zur Herstellung von Sprengstoffen.
1923 ging er mit der Ärztin Josefine Rönimois eine Ehe ein, die 1927 geschieden wurde. Aus der Ehe stammen zwei Kinder, Annemarie und Alexander jr. In den Kriegszeiten hortete Alexander Wienerberger heimlich Salz in seiner Fabrik, welches das Überleben der Familie sicherte. Josefine blieb nach der Scheidung mit den Kindern Annemarie und Alexander jr. in Estland; 1939 wurde die Minderheit der Deutsch-Balten in annektierte Gebiete nach Polen zwangsübersiedelt. Josefine Rönimois musste mit ihren beiden Kindern und ihrer Schwester Jeanette Ziegfeld ihre Existenz in Reval zurücklassen und in Łódź neu aufbauen. Mit der Besetzung von Teilen Polens durch die Sowjetunion floh die Familie nach Wien und musste erneut von vorn beginnen. Annemarie absolvierte in Wien ein Medizinstudium und eröffnete eine Ordination. Nach ihrem Tod hinterließ sie eine Tochter und einen Sohn. Alexander jr. kam bei einem tragischen Bergunfall in Österreich ums Leben. Über Jeanette Ziegfelds Ableben ist nichts Genaues bekannt. Das Familiengrab befindet sich auf dem evangelischen Friedhof in Wien-Simmering. Noch heute leben die Nachfahren von Annemarie Wienerberger in Wien.
Im Jahr 1928 besuchte Wienerberger zum ersten Mal nach seiner Inhaftierung seine Verwandten in Wien und heiratete Lilly Zimmermann, die Tochter eines Unternehmers aus Schwechat. Bei seiner Rückkehr nach Moskau wurden Beschränkungen aufgehoben, so dass seine Frau in die Sowjetunion ziehen konnte. 1931 durfte sie für kurze Zeit nach Wien zurückkehren, wo sie ihre Tochter Margot zur Welt brachte.
In den frühen 1930er Jahren lebte die Familie in Moskau; Wienerberger wurde dort in einer Chemiefabrik eingesetzt. Er wurde 1932 nach Ljubutschany in der Oblast Moskau versetzt, wo er technischer Direktor einer Kunststofffabrik war, und wenig später nach Charkow in die Ukrainische SSR. Dort wurde er Zeuge einer Hungersnot, die er auf Fotografien festhielt. 1933 war er wieder in Moskau als wissenschaftlicher Mitarbeiter in einem Labor, und 1934 kehrte er nach Österreich zurück.
Am 18. Mai 1938 beantragte Wienerberger die Aufnahme in die NSDAP und wurde rückwirkend zum 1. Mai aufgenommen (Mitgliedsnummer 6.346.337). Am 27. Februar 1942 wurde er vom Gaugericht wegen seiner jüdischen Vorfahren aus der Partei ausgeschlossen. Er diente 1944 als Verbindungsoffizier der Wlassow-Armee. Nach dem Krieg gelang es ihm, die Auslieferung an sowjetische Truppen zu vermeiden – er wechselte in die amerikanische Besatzungszone in Salzburg und war längere Zeit im Camp Marcus W. Orr in Glasenbach interniert.
Wienerberger starb 1955. Er wurde am Kommunalfriedhof der Stadt Salzburg beigesetzt.

## Fotografische Dokumentation der Hungersnot

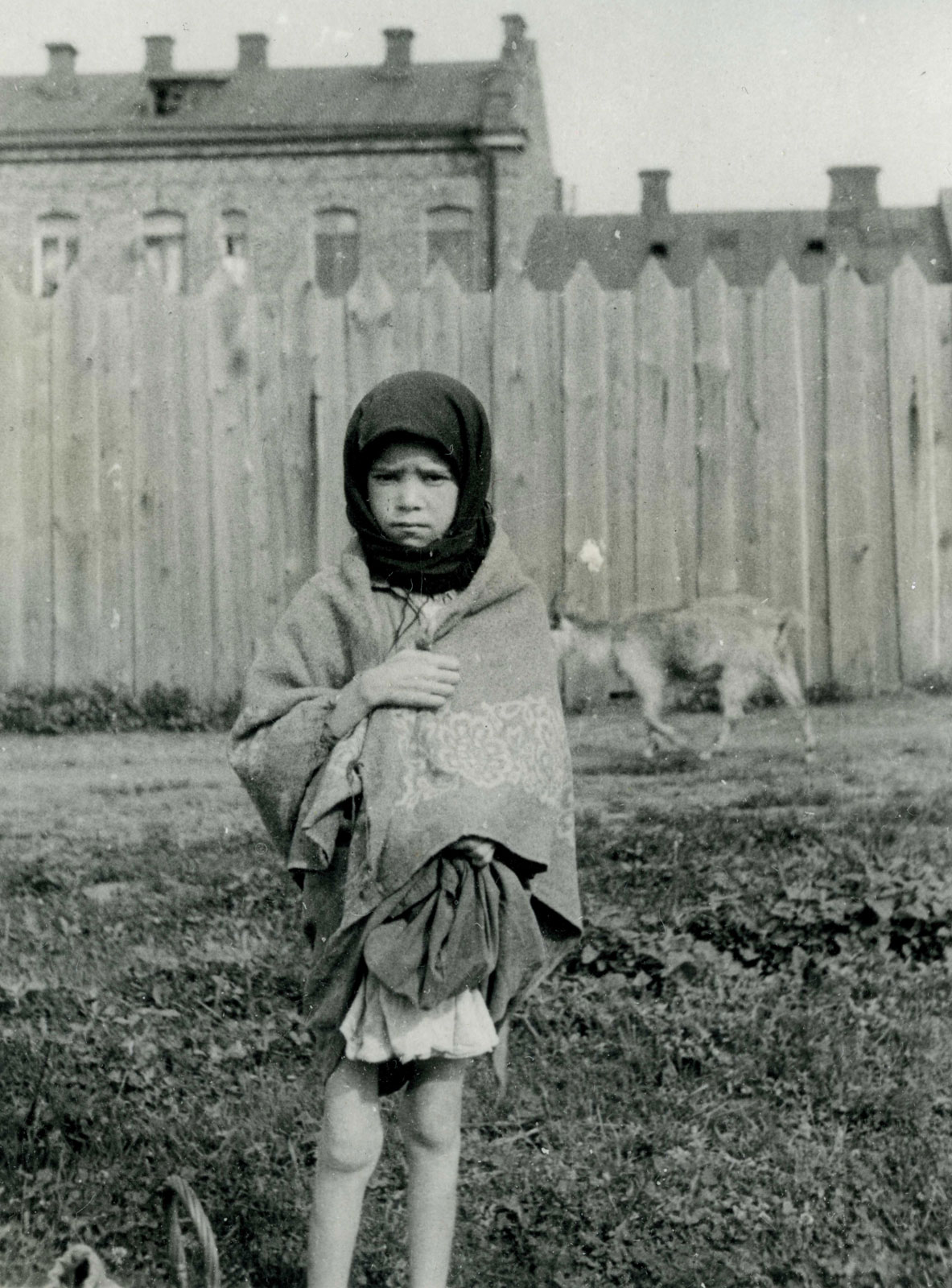
Hungriges Mädchen in Charkow 1933 (Foto: Alexander Wienerberger)

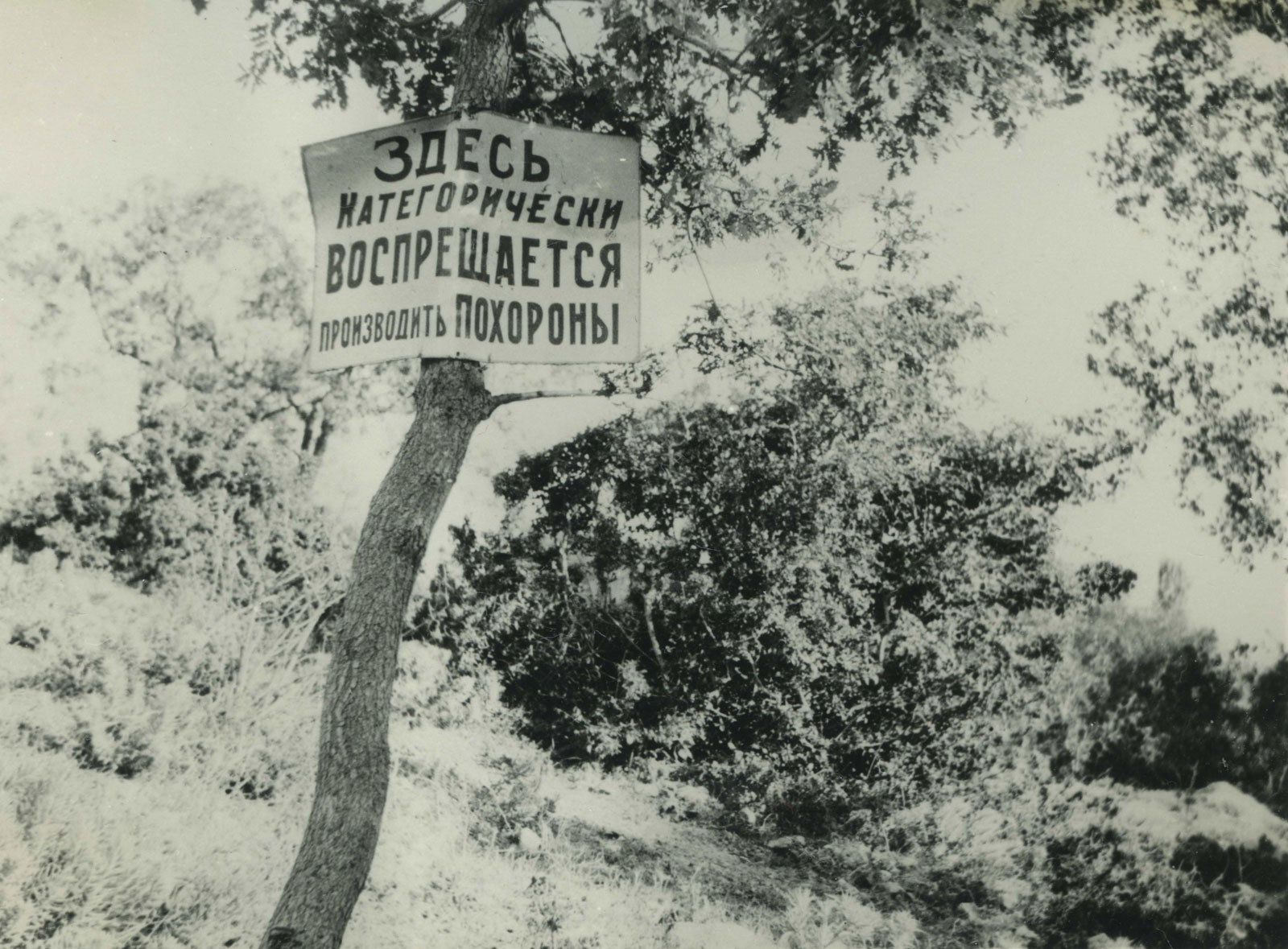
Schild bei Charkow 1933 mit dem Text: „Der Aushub von Gräbern ist an dieser Stelle ausdrücklich verboten“ (Foto: Alexander Wienerberger)

Wienerberger lebte in den Jahren 1932 und 1933 in Charkow, der damaligen Hauptstadt der Ukrainischen SSR. Dort wurde er Zeuge des Holodomor und fotografierte die Szenen, die er auf den Straßen der Stadt sah, trotz der drohenden Verhaftung durch den NKWD. Er fertigte heimlich rund 100 Fotografien an. Sie zeigen Schlangen hungriger Menschen in Lebensmittelgeschäften, hungernde Kinder, Leichen von Menschen in den Straßen von Charkow und Massengräber von Hungeropfern. Der Ingenieur nahm die Fotos mit einer deutschen Leica Camera auf, die ihm wahrscheinlich ein Verwandter aus Deutschland geschickt hatte.
Wienerberger reiste 1934 nach Österreich ab und sandte mit Hilfe der österreichischen Botschaft Negative per Diplomatenpost. Österreichische Diplomaten bestanden auf dieser Vorsichtsmaßnahme, da eine eventuelle Entdeckung von Fotografien bei der Grenzkontrolle sein Leben bedrohen könne. Nach seiner Rückkehr nach Wien übergab Wienerberger die Bilder an Kardinal Theodor Innitzer, der sie zusammen mit dem Generalsekretär des Internationalen Komitees nationaler Minderheiten Ewald Ammende dem Völkerbund überreichte.
Im Jahr 1934 veröffentlichte die Vaterländische Front in Österreich Wienerbergers Fotos in einer kleinen Broschüre mit dem Titel Rußland wie es wirklich ist!, jedoch ohne den Autor aus Sorge um seine Sicherheit zu erwähnen.
Wienerbergers Fotografien wurden 1935 mit Veröffentlichung in dem Buch Muss Russland hungern? von Ewald Ammende in breiterem Rahmen der Öffentlichkeit zugänglich gemacht. In dem Buch wurde Wienerberger als Urheber der Fotografien aus Sicherheitsgründen ebenfalls nicht erwähnt.
Wienerberger wies 1938 in einer Artikelserie im Salzburger Volksblatt voller Stolz darauf hin, dass seine Fotos in die Antikomintern-Ausstellung und die Ausstellung Der ewige Jude aufgenommen wurden. Er veröffentlichte 1939 in Österreich Erinnerungen an sein Leben in der Sowjetunion. In dem Buch, das auch antisemitische Ausfälle enthält, sind zwei Kapitel dem Holodomor gewidmet. Die Fotos wurden auch in seine 1942 veröffentlichten Memoiren aufgenommen.
Wienerbergers Fotos wurden in vielen anderen Werken neu veröffentlicht. Sie sind im Kanadischen Museum für Menschenrechte in Winnipeg ausgestellt.
Wienerbergers Leica-Camera kam 2012 in den Besitz einer Urenkelin, die in England Fotografie studierte. Wie sie in einem Blog zur britischen Fotografiegeschichte mitteilte, hatte ihr Großvater ihr die Kamera übergeben. 2013 veröffentlichte sie ein Buch über ihren Urgroßvater und den Holodomor, das unter anderem Fotografien Wienerbergers aus dem Jahr 1933 und Erinnerungen seiner Tochter enthält.